# Craig Breen
Craig Breen (2. února 1990 Waterford – 13. dubna 2023 Lobor) byl irský rallyový jezdec.
V roce 2012 se stal mistrem světa v rallye SWRC (Super 2000), získal vítězství ve třídě v soutěžích Rallye Monte Carlo, Wales Rally GB, Rally France a Rally of Spain.
Breen byl šampionem WRC Academy v roce 2011, poprvé zvítězil na Německé rallye 2011 a šampionát zpečetil vítězstvím ve Walesu. Boj o titul probíhal až do posledního závodu, sezonu ukončili Breen a jeho soupeř Estonec Egon Kaur se ziskem 111 bodů, Breen pak získal titul díky počtu vítězství v RZ 39 ku 14. Breen také vyhrál Rentokil Historic Rally s vozem BMW M3 E30.

## Kariéra
Craig byl synem Raye Breena, irského šampiona v rallye. V motokárách začal v roce 1999 v Irsku. Se soutěžemi začal v roce 2007 a v roce 2008 to spojil se starty v motokárách po Evropě. 
V roce 2009 přešel na plno do rallye, účastnil se irského, britského a mezinárodního šampionátu Ford Fiesta Trophy a vyhrál všechny tři. Za své úspěchy byl Breen korunován mladým irským jezdcem roku a obdržel cenu Billyho Colemana.

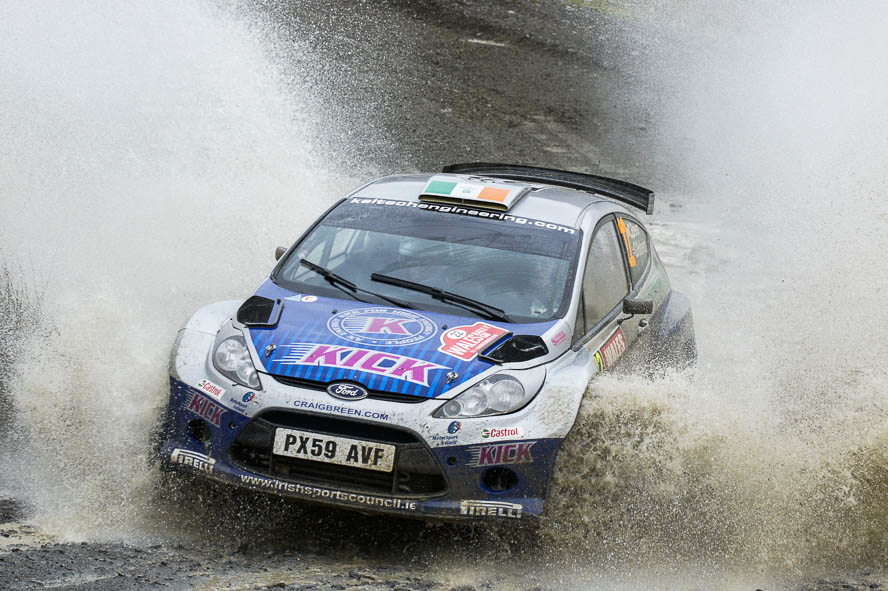
Craig Breen spolu s Gerethem Robertsem s vozem Ford Fiesta S2000 při Wales Rally GB 2010

V roce 2010 debutoval ve voze S2000; Ford Fiesta S2000 mu byl technikou v Mistrovství Velké Británie v rallye (BRC) a Irském mistrovství v rallye na asfaltu. Své první vítězství v BRC získal v roce 2010 na Ulster Rally a skončil celkově 2. v ITC.
Na Finské rally 2010 skončil celkově 17. a ve Wales Rally GB celkově 12.
V roce 2011 Breen závodil ve WRC Academy s vozem Ford Fiesta R2. Vyhrál svůj první podnik WRC na Rallye Deutschland a vítězství na Wales Rally GB z něj udělalo prvního šampiona WRC Academy.
Pro rok 2012 Breen postoupil do šampionátu S-WRC a vrátil se k vozu Ford Fiesta S2000. Vyhrál úvodní podnik v Monte Carlu a po druhé soutěži ve Švédsku vedl šampionát.
V červnu 2012 zemřel Breenův spolujezdec Gareth Roberts při nehodě během Rally Targa Florio, pátého podniku Intercontinental Rally Challenge 2012. V Rally de Catalunya v listopadu získal titul v SWRC. Na konci soutěže velmi emotivní Breen prohlásil: „Jsem jako dítě, nemůžu uvěřit, že jsem to dokázal.“
V roce 2013 Breen a jeho nový spolujezdec Paul Nagle podepsali smlouvu s Peugeotem, aby pro ně závodili v ME.
Během sezóny dosáhli pěti umístění na stupních vítězů a nakonec Breen skončil 3. celkově, když mu na titul vicemistra chyběly pouhé čtyři body. V polovině sezóny Nagle opustil tým, a zamířil pomoci Andreasi Mikkelsenovi z týmu Volkswagen do WRC; od Rajda Polského se Breenovou spolujezdkyní stala Belgičanka Lara Vanneste.
Breen se spolujezdcem Scottem Martinem vyhráli v roce 2015 soutěž Circuit of Ireland Rally, což byla Craigova dlouholetá touha, zejména proto, že toho roku uplynulo 20 let od vítězství jeho idolu v asfaltovém šampionátu, kterým byl zesnulý Frank Meagher.
Breen dosáhl svého prvního vítězství na rychlostní zkoušce MS na Finské rallye 2016.

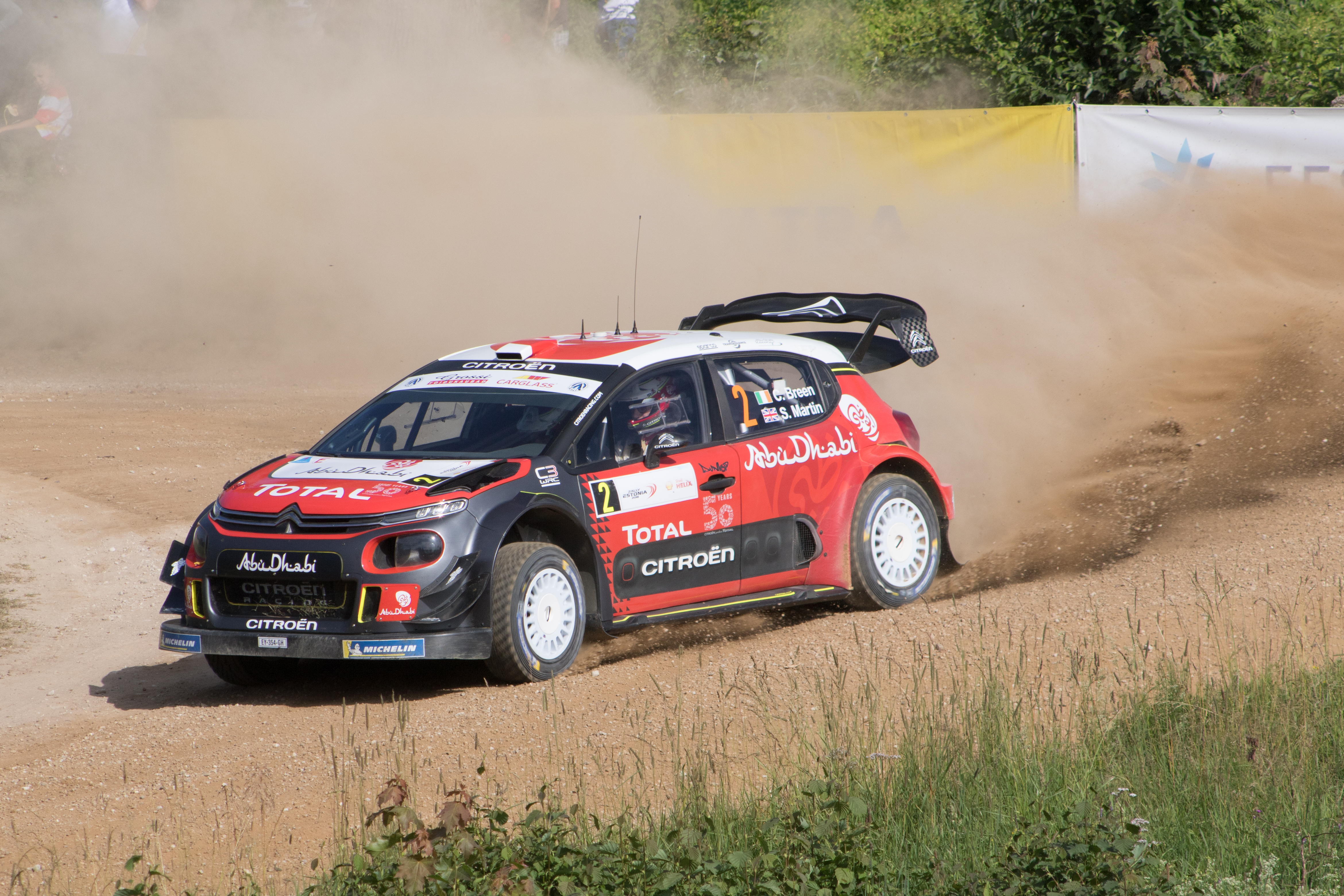
Craig Breen s Citroënem C3 WRC v roce 2018

V roce 2016 absolvoval sezonu na částečný úvazek s týmem Citroën Total World Rally Team a dosáhl prvního umístění na stupních vítězů třetím místem ve Finsku. Výsledek v roce 2018 vylepšil druhým místem ve Švédsku. V letech 2019 až 2021 občasně startoval za tým Hyundai.
V říjnu 2021 bylo oznámeno, že se Breen připojí k M-Sportu jako jejich týmová jednička pro sezónu 2022. Připojil se tak k Adrienu Fourmauxovi a Gusi Greensmithovi ve všech 13 soutěžích.
V roce 2023 se vrátil k Hyundai a ve Švédsku dosáhl na druhou příčku. V dubnu 2023 zahynul při testovací jízdě před závodem MS v Chorvatsku. Příčinou úmrtí byla nehoda, při které vyletěl mimo trať a narazil čelně do ohradníku nedaleko obce Stari Golubovac. Spolujezdec James Fulton vyvázl bez zranění.

### Výsledky v MS
| Rok  | Tým                         | Vůz                   | 1      | 2      | 3     | 4       | 5       | 6     | 7      | 8       | 9      | 10      | 11     | 12      | 13      | 14    | Poz. | Body |
| ---- | --------------------------- | --------------------- | ------ | ------ | ----- | ------- | ------- | ----- | ------ | ------- | ------ | ------- | ------ | ------- | ------- | ----- | ---- | ---- |
| 2009 | Craig Breen                 | Ford Fiesta ST        | IRE    | NOR    | CYP   | POR 25  | ARG     | ITA   | GRE    | POL     | FIN 26 |         |        |         |         |       | NC   | 0    |
| 2009 | Craig Breen                 | Ford Fiesta R2        |        |        |       |         |         |       |        |         |        | AUS     | ESP 36 | GBR 39  |         |       | NC   | 0    |
| 2010 | Castrol Ford Team Türkiye   | Ford Fiesta           | SWE    | MEX    | JOR   | TUR 22  | NZL     | POR   | BUL    |         |        |         |        |         |         |       | NC   | 0    |
| 2010 | Craig Breen                 | Ford Fiesta S2000     |        |        |       |         |         |       |        | FIN 19  | GER    | JPN     | FRA    | ESP     |         |       | NC   | 0    |
| 2010 | Barwa Rally Team            | Ford Fiesta S2000     |        |        |       |         |         |       |        |         |        |         |        |         | GBR 12  |       | NC   | 0    |
| 2011 | Craig Breen                 | Ford Fiesta S2000     | SWE 15 | MEX    | POR   | JOR     | ITA     | ARG   | GRE    | FIN     | GER    | AUS     | FRA    |         |         |       | NC   | 0    |
| 2011 | PS Engineering              | Ford Fiesta S2000     |        |        |       |         |         |       |        |         |        |         |        | ESP 15  | GBR     |       | NC   | 0    |
| 2012 | Craig Breen                 | Ford Fiesta S2000     | MON 14 | SWE 16 | MEX   | POR Ret | ARG     | GRE   | NZL    | FIN Ret | GER    | GBR 13  | FRA 17 | ITA     | ESP 6   |       | 17th | 8    |
| 2014 | Craig Breen                 | Ford Fiesta RS WRC    | MON    | SWE 9  | MEX   | POR     | ARG     | ITA   | POL    | FIN Ret | GER    | AUS     | FRA    | ESP     | GBR     |       | 25th | 2    |
| 2015 | Saintéloc Junior Team       | Peugeot 208 T16 R5    | MON 13 | SWE    | MEX   | POR Ret | ARG     | ITA   | POL    | FIN Ret | GER 18 | AUS     | FRA 17 | ESP Ret | GBR 13  |       | NC   | 0    |
| 2016 | Abu Dhabi Total WRT         | Citroën DS3 WRC       | MON    | SWE 8  | MEX   | ARG     | POR     | ITA   | POL 7  | FIN 3   | GER    | CHN C   | FRA 5  | ESP 10  | GBR Ret | AUS   | 10.  | 36   |
| 2017 | Citroën Total Abu Dhabi WRT | Citroën DS3 WRC       | MON 5  |        |       |         |         |       |        |         |        |         |        |         |         |       | 10.  | 64   |
| 2017 | Citroën Total Abu Dhabi WRT | Citroën C3 WRC        |        | SWE 5  | MEX   | FRA 5   | ARG Ret | POR 5 | ITA 25 | POL 11  | FIN 5  | GER 5   | ESP    | GBR 15  | AUS Ret |       | 10.  | 64   |
| 2018 | Citroën Total Abu Dhabi WRT | Citroën C3 WRC        | MON 9  | SWE 2  | MEX   | FRA     | ARG Ret | POR 7 | ITA 6  | FIN 8   | GER 7  | TUR Ret | GBR 4  | ESP 9   | AUS 7   |       | 11.  | 67   |
| 2019 | Hyundai Shell Mobis WRT     | Hyundai i20 Coupe WRC | MON    | SWE    | MEX   | FRA     | ARG     | CHL   | POR    | ITA     | FIN 7  | GER     | TUR    | GBR 8   | ESP     | AUS C | 14.  | 10   |
| 2020 | Hyundai Shell Mobis WRT     | Hyundai i20 Coupe WRC | MON    | SWE 7  | MEX   | EST 2   | TUR     | ITA   | MNZ    |         |        |         |        |         |         |       | 9.   | 25   |
| 2021 | Hyundai Shell Mobis WRT     | Hyundai i20 Coupe WRC | MON    | ARC 4  | CRO 8 | POR     | ITA     | KEN   | EST 2  | BEL 2   | GRE    | FIN 3   | ESP    | MNZ     |         |       | 8.   | 76   |
| 2022 | M-Sport Ford WRT            | Ford Puma Rally1      | MON 3  | SWE 36 | CRO 4 | POR 8   | ITA 2   | KEN 6 | EST 30 | FIN 32  | BEL 63 | GRE 5   | NZL 19 | ESP 9   | JPN 24  |       | 7.   | 84   |
| 2023 | Hyundai Shell Mobis WRT     | Hyundai i20 N Rally1  | MON    | SWE 2  | MEX   | CRO     | POR     | ITA   | KEN    | EST     | FIN    | GRE     | CHL    | EUR     | JPN     |       | 6.*  | 19   |

### Výsledky v iRC
| Rok  | Tým              | Vůz               | 1   | 2   | 3     | 4     | 5       | 6   | 7     | 8   | 9   | 10    | 11  | 12    | 13  | PJ  | Body |
| ---- | ---------------- | ----------------- | --- | --- | ----- | ----- | ------- | --- | ----- | --- | --- | ----- | --- | ----- | --- | --- | ---- |
| 2011 | Craig Breen      | Ford Fiesta S2000 | MON | CAN | COR   | YAL   | YPR     | AZO | CZE 7 | MEC | SAN | SCO 4 | CYP |       |     | 12. | 24   |
| 2012 | Saintéloc Racing | Peugeot 207 S2000 | AZO | CAN | IRL 5 | COR 6 | ITA Ret | YPR | SMR   | ROM | CZE | YAL   | SLI | SAN 6 | CYP | 14. | 26   |

### Výsledky v ME
| Rok  | Tým                             | Vůz                | 1       | 2     | 3      | 4       | 5       | 6       | 7     | 8       | 9       | 10    | 11      | 12    | PJ  | Body |
| ---- | ------------------------------- | ------------------ | ------- | ----- | ------ | ------- | ------- | ------- | ----- | ------- | ------- | ----- | ------- | ----- | --- | ---- |
| 2013 | Sainteloc Peugeot Rally Academy | Peugeot 207 S2000  | JÄN     | LIE 2 | CAN 2  |         |         |         |       |         |         |       |         |       | 3.  | 145  |
| 2013 | Peugeot Rally Academy           | Peugeot 207 S2000  |         |       |        | AZO 2   | COR 4   | YPR 3   | ROM   | CZE     | POL 7   | CRO   | SAN Ret | VAL 3 | 3.  | 145  |
| 2014 | Peugeot Rally Academy           | Peugeot 207 S2000  | JÄN     | LIE 3 |        |         |         |         |       |         |         |       |         |       | 3.  | 104  |
| 2014 | Peugeot Rally Academy           | Peugeot 208 T16 R5 |         |       | GRE 1  | IRE Ret | AZO Ret | YPR Ret | EST   | CZE Ret | CYP Ret | ROM   | VAL 2   | COR   | 3.  | 104  |
| 2015 | Peugeot Rally Academy           | Peugeot 208 T16 R5 | JÄN Ret | LIE 1 | IRE 1  | AZO 1   | YPR Ret | EST Ret | CZE 7 | CYP     | GRE 2   | VAL 2 |         |       | 2.  | 185  |
| 2016 | DGM Sport                       | Citroën DS3 R5     | CAN     | IRE 1 | GRE    | AZO     | YPR     | EST     | POL   | ZLI     | LIE     | CYP   |         |       | 8.  | 38   |
| 2020 | Team MRF Tyres                  | Hyundai i20 R5     | ITA 4   | LAT 4 | PRT 16 | HUN Ret | ESP 11  |         |       |         |         |       |         |       | 7.  | 49   |
| 2021 | Team MRF Tyres                  | Hyundai i20 R5     | POL 42  | LAT 2 | ITA 9  | CZE     | PRT1    | PRT2    | HUN   | ESP     |         |       |         |       | 10. | 43   |